# Eupithecia occidentalis
Eupithecia occidentalis là một loài bướm đêm trong họ Geometridae.